# حي الفرط (حضرموت)
حي الفرط هو أحد أحياء مدينة القطن في محافظة حضرموت اليمنية. يبلغ تعداد سكانه 1610 نسمة حسب التعداد السكاني في اليمن لعام 2004.